# Arènes de Mérida
La plaza de Toros de Mérida est une arène taurine située dans la ville espagnole de Mérida, en Estrémadure.

## Histoire
Le 30 décembre 1902, a été constituée la Sociedad Taurina Extremeña, qui aboutira à la construction des Arènes, qui seront construites à partir de 1903 et achevées en 1914. Pendant la guerre civile espagnole, devant l'impossibilité de la Caserne d'Artillerie à héberger la grande affluence de prisonniers républicains, en janvier 1939 les arènes sont utilisées comme camp de concentration franquiste placé dans la localité, qui au total arrivera à héberger 9 000 prisonniers . Il fermera définitivement en octobre 1939, une fois la guerre terminée .

## Description
La plaza de toros de Mérida répond au modèle monumental classique, avec ici une riche façade aux tons rouge et jaune, recréant en quelque sorte le modèle chromatique des bâtiments califaux. Tout l'ensemble externe répond d'ailleurs à des références esthétiques du monde arabe (style néo-mudéjar), expression hispanique d'un certain romantisme. Elle est très semblable typologiquement aux arènes du Port de Santa María, celles de Jerez de la Frontera et, surtout, aux Arènes de Málaga.